# 鳞纹肖峭
鳞纹肖峭（学名：Tetragnatha squamata），又名綠鱗長腳蛛，为肖峭科肖峭属的动物。分布于日本、台湾岛以及中国大陆的江西、四川、湖南、湖北、江苏、浙江、安徽等地，主要栖息于生境广泛。该物种的模式产地在日本。